# Municipio de Chouteau (Misuri)
El municipio de Chouteau (en inglés: Chouteau Township) es un municipio ubicado en el condado de Clay en el estado estadounidense de Misuri. En el año 2010 tenía una población de 50819 habitantes y una densidad poblacional de 371,45 personas por km².

## Geografía
El municipio de Chouteau se encuentra ubicado en las coordenadas 39°12′48″N 94°30′8″O / 39.21333, -94.50222. Según la Oficina del Censo de los Estados Unidos, el municipio tiene una superficie total de 136.81 km², de la cual 133.59 km² corresponden a tierra firme y (2.36%) 3.22 km² es agua.

## Demografía
Según el censo de 2010, había 50819 personas residiendo en el municipio de Chouteau. La densidad de población era de 371,45 hab./km². De los 50819 habitantes, el municipio de Chouteau estaba compuesto por el 85.96% blancos, el 6.05% eran afroamericanos, el 0.53% eran amerindios, el 2.21% eran asiáticos, el 0.16% eran isleños del Pacífico, el 2.01% eran de otras razas y el 3.08% pertenecían a dos o más razas. Del total de la población el 7.02% eran hispanos o latinos de cualquier raza.